# Herb Lubowidza
Herb Lubowidza – jeden z symboli miasta Lubowidz i gminy Lubowidz w postaci herbu ustanowiony przez radę gminy 13 lipca 2017. Autorem był heraldyk Robert Szydlik.

## Wygląd i symbolika
Herb przedstawia w polu błękitnym fragmentu muru miejskiego z bramą, w której podkowa z krzyżem kawalerskim.
Fragment blankowanego muru miejskiego z otwartą bramą nawiązuje do faktu, że Lubowidz był od 1521 r. miastem.

## Historia
W 1521 roku bracia Jan Lubowidzki kanonik poznański, sekretarz kancelarii królewskiej i Ubysław otrzymali pozwolenie lokowania miasta na prawie magdeburskim we wsi Lubowidz wraz z prawem odbywania tamże dwóch jarmarków rocznie i jednego targu tygodniowo. Prawa miejskie osada utraciła po zniszczeniach w czasie potopu szwedzkiego. Godło herbu Boleścic nawiązuje do rodu Nagórków, najstarszych znanych właścicieli Lubowidza i okolicznych dóbr. W 1345 roku książę Bolesław III darował Wojciechowi i Mikołajowi zw. Nagórka wieś Lubowidz nad rzeką Wkrą. W 1374 roku książę Siemowit III przenosi Mikołajowi podstolemu płockiemu i jego bratankowi Piotrowi (Nagórkom h. Boleścic) wsie Lubowidz i Osówka na prawo niemieckie. Potomkowie protoplasty rodu, Wojciech i Jan Lubowidzcy, dworzanie królewscy, wystarali się u Zygmunta I Starego o przywilej, którym w 1521 roku monarcha ten podniósł osadę do rangi miasta.